# Parcuri naționale din Indonezia
| Parcuri naționale din Indonezia | Parcuri naționale din Indonezia | Parcuri naționale din Indonezia |
| ------------------------------- | ------------------------------- | ------------------------------- |
| Numele parcului                 | Suprafața km²                   | Amplasare                       |
| Alas Purwo                      | 6200                            | Java de est                     |
| Bali Barat                      | 777                             | Bali                            |
| Baluran                         | 250                             | Java de est                     |
| Barisan Selatan                 | 3568                            | Sumatra de sud                  |
| Bromo-Tengger-Semeru            | 580                             | Java de est                     |
| Cenderawasih                    | 14330                           | Noua Guinee de nord-vest        |
| Dumoga Bone                     | 3000                            | Sulawesi de nord                |
| Gunung Gede Pangrango           | 150                             | Java de vest                    |
| Gunung Leuser                   | 9500                            | Sumatra de nord                 |
| Gunung Lorentz                  | 21500                           | Noua Guinee                     |
| Komodo                          | 750                             | Komodo, Flores de vest          |
| Insulele Togian                 |                                 | înainte de Sulawesi             |
| Ujung Kulon                     | 786                             | Java de vest                    |